# Zitkala-Sa
Zitkala-Ša (Língua dacota: Zitkála-Šá, que significa Pássaro Vermelho; Reserva Indígena de Yankton, 22 de fevereiro de 1876 – Washington D.C., 26 de janeiro de 1938) foi uma escritora, editora, tradutora, compositora, educadora e ativista política dos povos Yankton Dakota. Ela também era conhecida por seu nome anglicizado e casada, Gertrude Simmons Bonnin. Ela escreveu vários trabalhos narrando suas lutas com a identidade cultural e a atração entre a cultura majoritária na qual foi educada e a cultura Dakota na qual nasceu e foi criada. Seus livros posteriores estavam entre os primeiros trabalhos a trazer histórias tradicionais dos nativos americanos para um amplo público leitor branco de língua inglesa.
Ela foi co-fundadora do Conselho Nacional dos Indígenas Americanos em 1926, que foi criado para fazer lobby pelo direito dos nativos à cidadania dos Estados Unidos e outros direitos civis que há muito eram negados. Zitkala-Ša atuou como presidente do conselho até sua morte em 1938. Zitkala-Ša foi considerada uma das ativistas nativas americanas mais influentes do século XX. Trabalhando com o músico americano William F. Hanson, Zitkala-Ša escreveu o libreto e as canções para The Sun Dance Opera (1913), a primeira ópera indígena americana. Foi composta em estilo musical romântico e baseada em temas culturais Sioux e Ute.

## Primeiros anos e educação

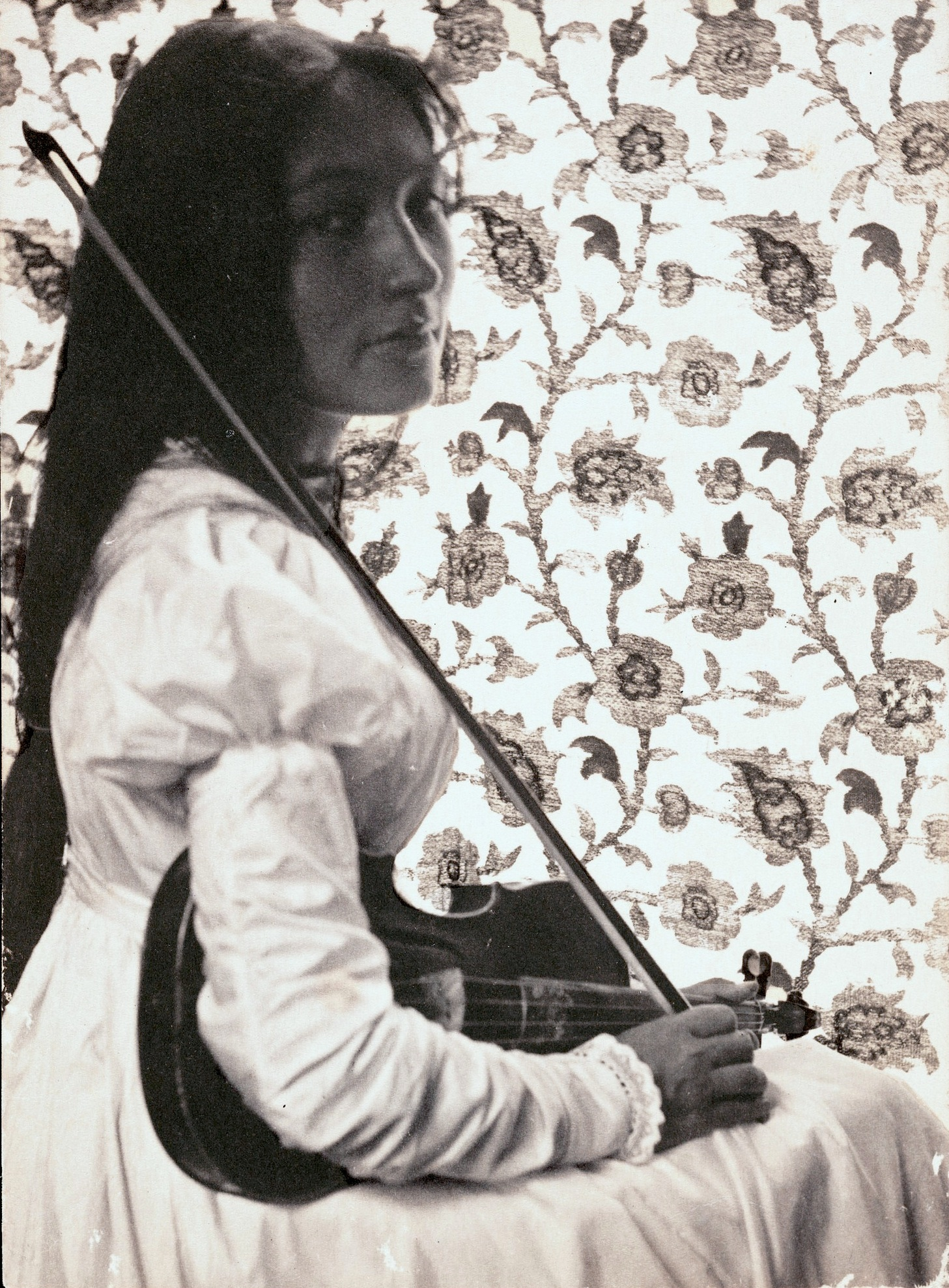
Zitkala-Ša com seu violino em 1898

Zitkala-Ša nasceu em 22 de fevereiro de 1876, na Reserva Indígena Yankton, em Dacota do Sul. Ela foi criada por sua mãe, Ellen Simmons, cujo nome Dakota era Thaté Iyóhiwiŋ (em português: Cada Vento ou Alcança o Vento). Seu pai era um francês chamado Felker, que abandonou a família quando Zitkala-Ša era muito jovem.
Nos primeiros oito anos, Zitkala-Ša morou com a mãe na reserva. Mais tarde, ela descreveu aqueles dias como de liberdade e felicidade, segura sob os cuidados do povo e da tribo de sua mãe. Em 1884, quando Zitkala-Ša tinha oito anos, os missionários chegaram à reserva. Eles recrutaram várias crianças de Yankton, incluindo Zitkala-Ša, levando-as para serem educadas no White's Indiana Manual Labor Institute, um internato missionário Quaker em Wabash, Indiana. Esta escola de treinamento foi fundada por Josiah White para a educação de "crianças pobres, brancas, negras e indígenas" para ajudá-las a progredir na sociedade.
Zitkala-Ša frequentou a escola por três anos até 1887. Mais tarde, ela escreveu sobre esse período em seu trabalho, The School Days of an Indian Girl. Ela descreveu a profunda miséria de ter sua herança arrancada quando foi forçada a orar como uma quacre e a cortar seu cabelo tradicionalmente comprido. Por outro lado, ela ficou feliz em aprender a ler, escrever e tocar violino.
Em 1887, Zitkala-Ša voltou para a Reserva Yankton para morar com sua mãe. Ela passou três anos lá. Ela ficou consternada ao perceber que, embora ainda ansiasse pelas tradições nativas de Yankton, ela não mais pertencia totalmente a elas. Além disso, ela achava que muitos na reserva estavam em conformidade com a cultura branca dominante.
Em 1891, querendo mais estudos, Zitkala-Ša decidiu aos quinze anos retornar ao White's Indiana Manual Labor Institute. Ela planejava ganhar mais com sua educação do que se tornar uma governanta, um papel que a escola previa que a maioria das alunas exerceria. Ela estudou piano e violino e começou a ensinar música no White's depois que o professor de música pediu demissão. Em junho de 1895, quando Zitkala-Ša recebeu seu diploma, ela fez um discurso sobre a desigualdade dos direitos das mulheres, que foi muito elogiado pelo jornal local.
Embora sua mãe quisesse que ela voltasse para casa após a formatura, Zitkala-Ša escolheu estudar no Earlham College em Richmond, Indiana, onde recebeu uma bolsa de estudos. Embora inicialmente se sentisse isolada e incerta entre seus colegas predominantemente brancos, ela provou seus talentos oratórios com um discurso intitulado "Side by Side". Durante esse tempo, ela começou a reunir histórias tradicionais de várias tribos nativas, traduzindo-as para o latim e o inglês para as crianças lerem. Em 1897, seis semanas antes da formatura, ela foi forçada a deixar o Earlham College devido a problemas de saúde e dificuldades financeiras.

## Música e ensino

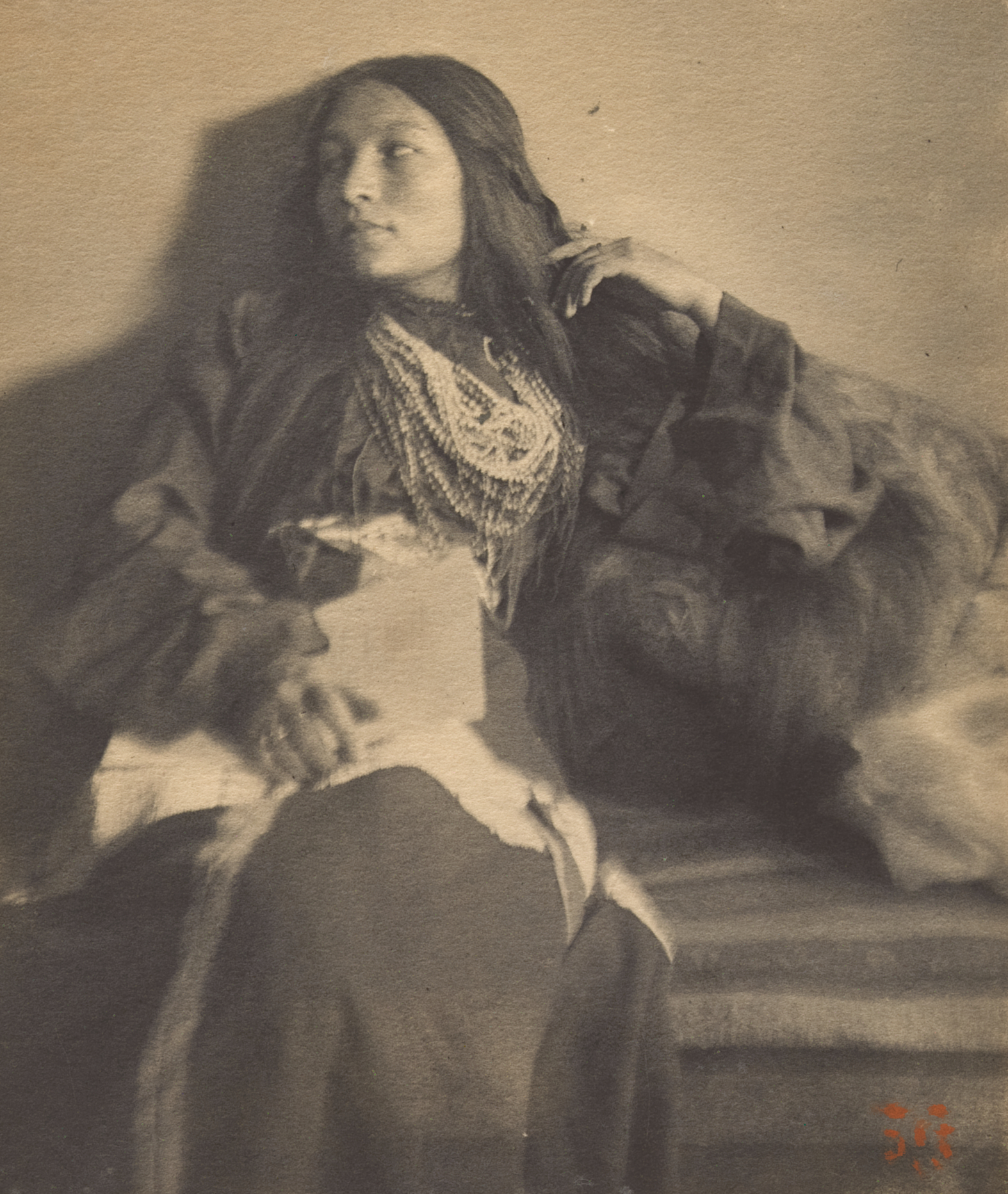
Zitkala-Ša, 1898, por Joseph Keiley

De 1897 a 1899, Zitkala-Ša estudou e tocou violino no New England Conservatory of Music em Boston. Em 1899, ela assumiu um cargo na Carlisle Indian Industrial School, na Pensilvânia, onde ensinou música para crianças. Ela também facilitou debates sobre o tratamento dos nativos americanos.
Na Exposição de Paris de 1900, ela tocou violino com a Carlisle Indian Band da escola. No mesmo ano, ela começou a escrever artigos sobre a vida dos nativos americanos, que foram publicados em periódicos nacionais como Atlantic Monthly e Harper's Monthly. Sua avaliação crítica do sistema de internato dos indígenas americanos e o retrato vívido do desenraizamento indígena contrastavam marcadamente com os escritos mais idealistas da maioria de seus contemporâneos.
Também em 1901, Zitkala-Ša foi enviado pelo fundador de Carlisle, o coronel Richard Henry Pratt, à Reserva Yankton para recrutar estudantes. Foi sua primeira visita em vários anos. Ela ficou preocupada ao encontrar a casa de sua mãe em péssimo estado, a família de seu irmão havia caído na pobreza e colonos brancos estavam começando a ocupar as terras atribuídas a Yankton Dakota sob a Lei Dawes de 1887.
Ao retornar à Carlisle School, Zitkala-Ša entrou em conflito com Pratt. Ela se ressentia de seu rígido programa para assimilar os nativos americanos à cultura branca dominante e às limitações do currículo. Preparou as crianças nativas americanas apenas para trabalhos manuais de baixo nível, presumindo que retornariam às culturas rurais. Naquele ano, ela publicou um artigo na Harper's Monthly descrevendo a profunda perda de identidade sentida por um menino nativo americano após passar pela educação assimilacionista na escola, uma história chamada "The Soft Hearted Sioux", que Pratt chamou de "lixo". Em 1901, Zitkala-Ša foi demitido da Carlisle School.
Logo depois, ela conseguiu um emprego como balconista na Reserva Indígena de Standing Rock, onde provavelmente conheceu Bonnin.

## Casamento e família
Zitkala-Ša voltou para a Reserva Yankton depois de seu tempo na Carlisle School e cuidou de sua mãe doente. Seu relacionamento com a mãe ficou tenso após um desentendimento sobre a decisão de Zitkala-Ša de continuar seus estudos. Ela também passou esse tempo reunindo material para sua coleção de histórias tradicionais Sioux para publicar em Old Indian Legends, encomendado pela editora Ginn and Company, de Boston.
No início de 1901, ela estava noiva de Carlos Montezuma, um indígena Yavapi (Mohave-Apache). Ela rompeu o relacionamento em agosto. Ele se recusou a desistir de seu consultório médico particular em Chicago e se mudar com ela para a Yankton Indian Agency, para onde ela queria voltar.
Em 1902, ela conheceu e se casou com Raymond Talephause Bonnin, que era descendente de Yankton-europeu e culturalmente Yankton. Logo após o casamento, Bonnin foi designado pelo BIA para a reserva Uintah-Ouray em Utah. O casal viveu e trabalhou lá com o povo Ute pelos quatorze anos seguintes. Nesse período, Zitkala-Ša deu à luz o único filho do casal, Raymond Ohiya Bonnin.
Seu marido, Bonnin, alistou-se no Exército dos Estados Unidos em 1917, depois que os Estados Unidos declararam guerra contra o Império Alemão durante a Primeira Guerra Mundial. Ele foi comissionado como segundo-tenente em 1918. Ele serviu no Quarter Master Corps em Washington, DC, e foi dispensado com honra do posto de capitão em 1920.

## Carreira como escritora

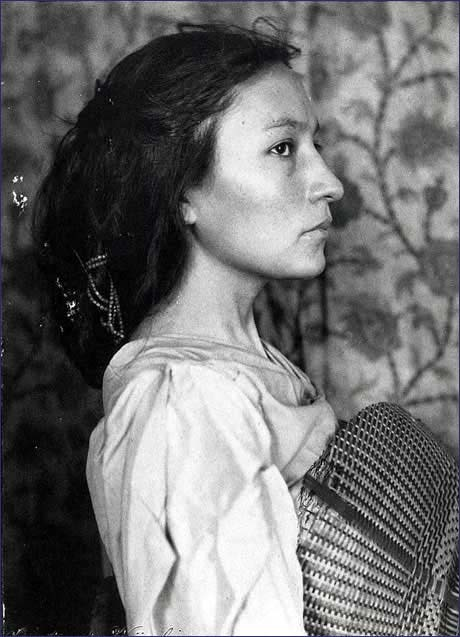
Zitkála-Šá, aprox. 1900, por Gertrude Käsebier

Zitkala-Ša teve uma frutífera carreira de escritora, com dois períodos principais. O primeiro período foi de 1900 a 1904, quando ela publicou lendas coletadas da cultura nativa americana, bem como narrativas autobiográficas. Ela continuou a escrever durante os anos seguintes, mas não publicou nenhum desses escritos. Esses escritos inéditos, juntamente com outros, incluindo o libreto da Sun Dance Opera, foram coletados e publicados postumamente em 2001 como Dreams and Thunder: Stories, Poems, and the Sun Dance Opera.
Os artigos de Zitkala-Ša no Atlantic Monthly foram publicados de 1900 a 1902. Eles incluíram "An Indian Teacher Among Indians", publicado no Volume 85 em 1900. Incluídos na mesma edição estavam "Impressions of an Indian Childhood" e "School Days of an Indian Girl". Os outros artigos de Zitkala-Ša foram publicados na Harper's Monthly. "Soft-Hearted Sioux" apareceu na edição de março de 1901, Volume 102, e "The Trial Path" na edição de outubro de 1901, Volume 103. Ela também escreveu "A Warrior's Daughter", publicado em 1902 no Volume 6 de Everybody's Magazine. Em 1902, Zitkala-Ša publicou "Why I Am a Pagan" no Atlantic Monthly, volume 90. Era um tratado sobre suas crenças espirituais pessoais. Ela se opôs à tendência contemporânea que sugeria que os nativos americanos prontamente adotaram e se conformaram ao cristianismo imposto a eles nas escolas e na vida pública.
Grande parte de seu trabalho é caracterizado por sua natureza liminar: tensões entre tradição e assimilação e entre literatura e política. Essa tensão foi descrita como geradora de grande parte do dinamismo de seu trabalho.
A segunda fase de sua carreira de escritora foi de 1916 a 1924. Durante este período, Zitkala-Ša concentrou-se em escrever e publicar obras políticas. Ela e o marido haviam se mudado para Washington, DC, onde ela se tornou politicamente ativa. Ela publicou alguns de seus escritos mais influentes, incluindo American Indian Stories (1921) com a Hayworth Publishing House.
Ela foi coautora de Oklahoma's Poor Rich Indians: An Orgy of Graft and Exploitation of the Five Civilized Tribes, Legalized Robbery (1923), um panfleto influente, com Charles H. Fabens da American Indian Defense Association e Matthew K. Sniffen do Indian Rights Association. Foram incluídas no periódico Oklahoma's Poor Rich Indians as informações sobre Stella Mason, bem como outras pessoas. Ela também criou o Comitê de Bem-Estar Indígena da Federação Geral de Clubes Femininos, trabalhando como pesquisadora durante grande parte da década de 1920.

### American Indian Stories

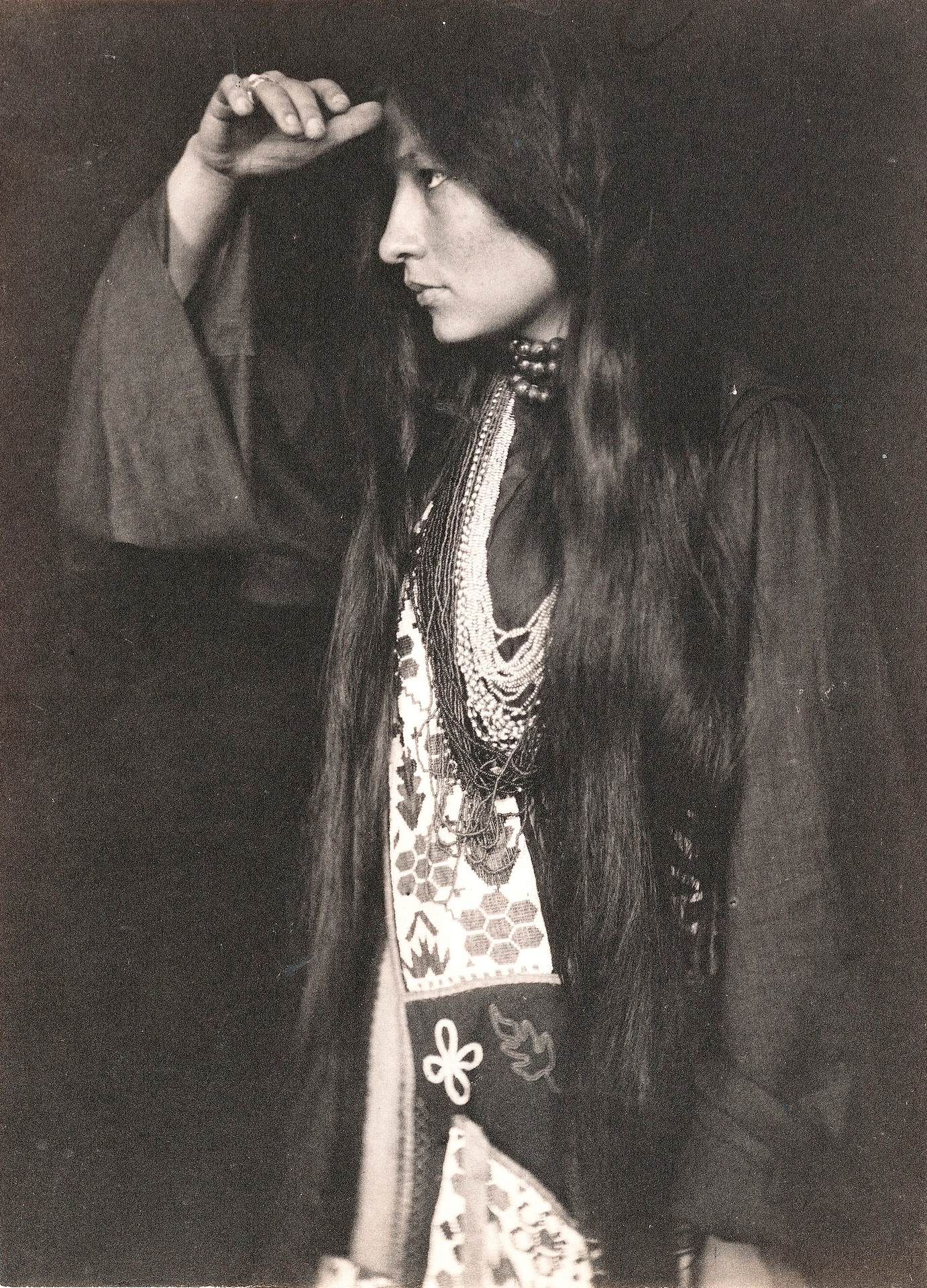
Zitkála-Šá, de Gertrude Käsebier, 1898

American Indian Stories é uma coleção de histórias infantis, ficção alegórica e um ensaio, incluindo vários artigos de Zitkala-Ša que foram originalmente publicados na Harper's Monthly e na Atlantic Monthly. Publicado pela primeira vez em 1921, essas histórias contavam as dificuldades que ela e outros nativos americanos encontraram nas escolas missionárias e de trabalho manual projetadas para "civilizá-los" e assimilá-los à cultura majoritária. Os escritos autobiográficos descreveram sua infância na Reserva Yankton, seus anos como estudante no White's Manual Labor Institute e no Earlham College, e seu tempo lecionando na Carlisle Indian Industrial School.
Sua autobiografia contrastava o encanto de sua infância na reserva com a "rotina de ferro" que ela encontrou nos internatos de assimilação. Zitkala-Ša escreveu: "Talvez minha natureza indiana seja o vento uivante que os agita [professores] agora para seu registro atual. Mas, por mais tempestuoso que seja dentro de mim, sai como a voz baixa de uma concha curiosamente colorida, que é apenas para aqueles ouvidos que se curvam com compaixão para ouvi-la."

### Old Indian Legends
Encomendado pela editora de Boston Ginn and Company, Old Indian Legends (1901) era uma coleção de histórias, incluindo algumas que ela aprendeu quando criança e outras que reuniu de várias tribos. Dirigida principalmente às crianças, a coleção foi uma tentativa de preservar as tradições e histórias nativas americanas impressas e de angariar respeito e reconhecimento para aqueles da cultura dominante europeu-americana.

### "Oklahoma's Poor Rich Indians"
Um dos textos políticos mais influentes de Zitkala-Ša, "Oklahoma's Poor Rich Indians", foi publicado em 1923 pela Indian Rights Association.  O artigo expôs várias corporações americanas que vinham trabalhando sistematicamente, por meio de meios extralegais como roubo e até assassinato, para fraudar tribos nativas americanas, particularmente os Osage. Depois que o petróleo foi descoberto em suas terras, especuladores e criminosos tentaram adquirir seus direitos autorais sobre taxas de arrendamento pelo desenvolvimento de suas terras ricas em petróleo em Oklahoma. Durante a década de 1920, numerosos Osage foram assassinados.
O trabalho influenciou o Congresso a aprovar a Lei de Reorganização dos Indígenas de 1934, que encorajou as tribos a restabelecer o autogoverno, incluindo a administração de suas terras. Com essa lei, o governo devolveu-lhes algumas terras como propriedade comunal, que antes havia classificado como excedentes, para que pudessem juntar parcelas que pudessem ser administradas.

### Artigos para aAmerican Indian Magazine
Zitkala-Ša era um membro ativo da Society of American Indians (SAI), que publicava a American Indian Magazine . De 1918 a 1919, ela atuou como editora da revista, além de contribuir com vários artigos. Esses foram seus escritos mais explicitamente políticos, cobrindo tópicos como a contribuição dos soldados nativos americanos para a Primeira Guerra Mundial, questões de loteamento de terras e corrupção no Gabinete de Assuntos Indígenas (BIA), a agência do Departamento de Interior que supervisionava os indígenas americanos. Muitos de suas obras publicadas sobre políticos foram criticados por favorecer a assimilação. Ela pediu o reconhecimento da cultura e das tradições dos nativos americanos, ao mesmo tempo em que defendia os direitos de cidadania dos EUA para trazer os nativos americanos para a América dominante. Ela acreditava que era assim que eles poderiam ganhar poder político e proteger suas culturas.

## Atuação como compositora

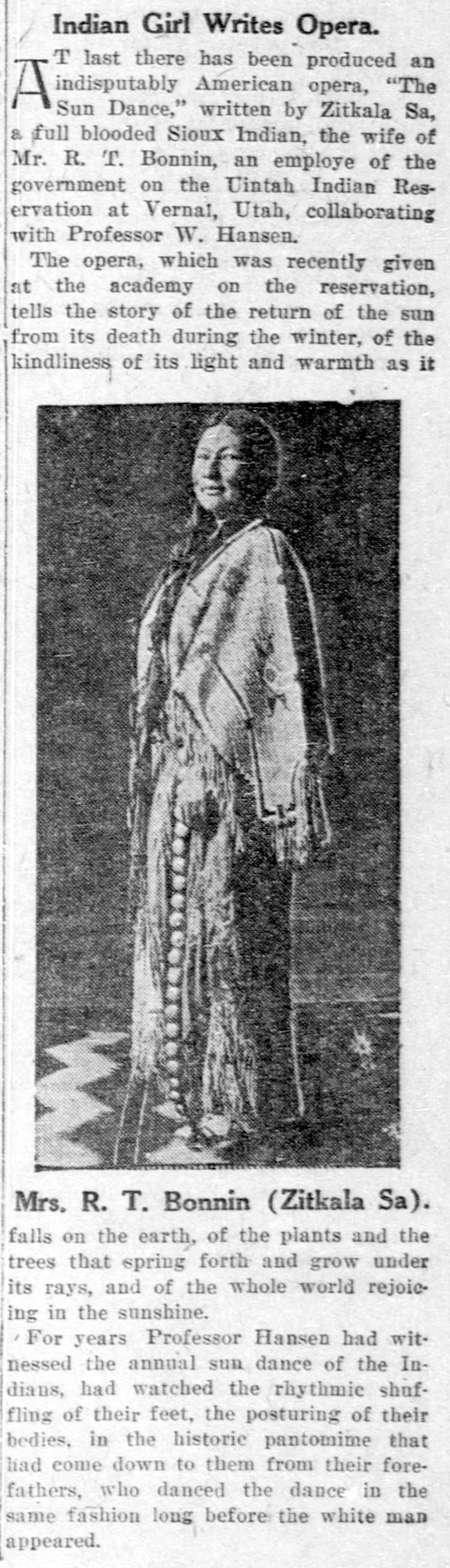
Artigo de jornal contemporâneo de 1913 no El Paso Herald sobre The Sun Dance Opera, referindo-se a Zitkala-Ša, então com 37 anos, como "garota"

Enquanto Zitkala-Ša vivia na reserva Uintah-Ouray em Utah, ela conheceu o compositor americano William F. Hanson, que era professor de música na Universidade Brigham Young. Juntos, em 1910, iniciaram a colaboração na música para The Sun Dance Opera, para a qual Zitkala-Ša escreveu o libreto e as canções. Ela também tocou melodias Sioux no violino e na flauta, e Hanson usou isso como base para sua composição musical. Ela se baseou na Lakota Sun Dance, que o governo federal proibiu o Ute de realizar na reserva.
A ópera estreou em Utah em fevereiro de 1913, com dança e algumas partes executadas pelo Ute da vizinha Reserva Indígena Uintah e Ouray, e papéis principais cantados por não-nativos. Segundo o historiador Tadeusz Lewandowski, foi a primeira ópera nativa. Ele estreou no Orpheus Hall em Vernal, Utah, com muitos elogios locais e aclamação da crítica. Poucas obras de ópera nativa americana desde então lidaram tão exclusivamente com temas nativos americanos.
Em 1938, o New York Light Opera Guild apresentou The Sun Dance Opera no The Broadway Theatre como a ópera do ano.

## Ativismo político
Zitkala-Ša foi politicamente ativa durante a maior parte de sua vida adulta. Durante seu tempo na reserva Uintah-Ouray em Utah, ela esteve envolvida com a Society of American Indians (SAI), que se dedicava a preservar o modo de vida dos nativos americanos enquanto fazia lobby pelo direito à plena cidadania americana. O papel timbrado do papel timbrado do conselho afirmava que os objetivos gerais da SAI eram "ajudar os indígenas a se ajudarem a proteger seus direitos e propriedades". Zitkala-Ša atuou como secretária da SAI a partir de 1916. Desde o final do século XX, ativistas criticaram SAI e Zitkala-Ša como equivocados em sua forte defesa da cidadania e dos direitos trabalhistas dos nativos americanos. Esses críticos acreditam que os nativos americanos perderam a identidade cultural à medida que se tornaram mais parte da sociedade americana dominante.
Zitkala-Ša e sua família se mudaram para Washington, DC, quando a SAI a nomeou secretária nacional em 1916. Como secretário da SAI, Zitkala-Ša correspondia-se com o Bureau de Assuntos Indígenas (BIA). Ela começou a criticar as práticas do BIA, como a tentativa dos internatos nacionais de proibir as crianças nativas americanas de usar suas línguas nativas e práticas culturais. Ela relatou incidentes de abuso resultantes da recusa das crianças em orar de maneira cristã.
De Washington, Zitkala-Ša começou a fazer palestras em todo o país em nome da SAI para promover uma maior conscientização da identidade cultural e tribal dos nativos americanos. Durante a década de 1920, ela promoveu um movimento pan-indiano para unir todas as tribos da América na causa do lobby pelos direitos de cidadania. Em 1924, foi aprovada a Lei da Cidadania Indígena, concedendo direitos de cidadania dos EUA à maioria dos povos indígenas que ainda não os possuíam.

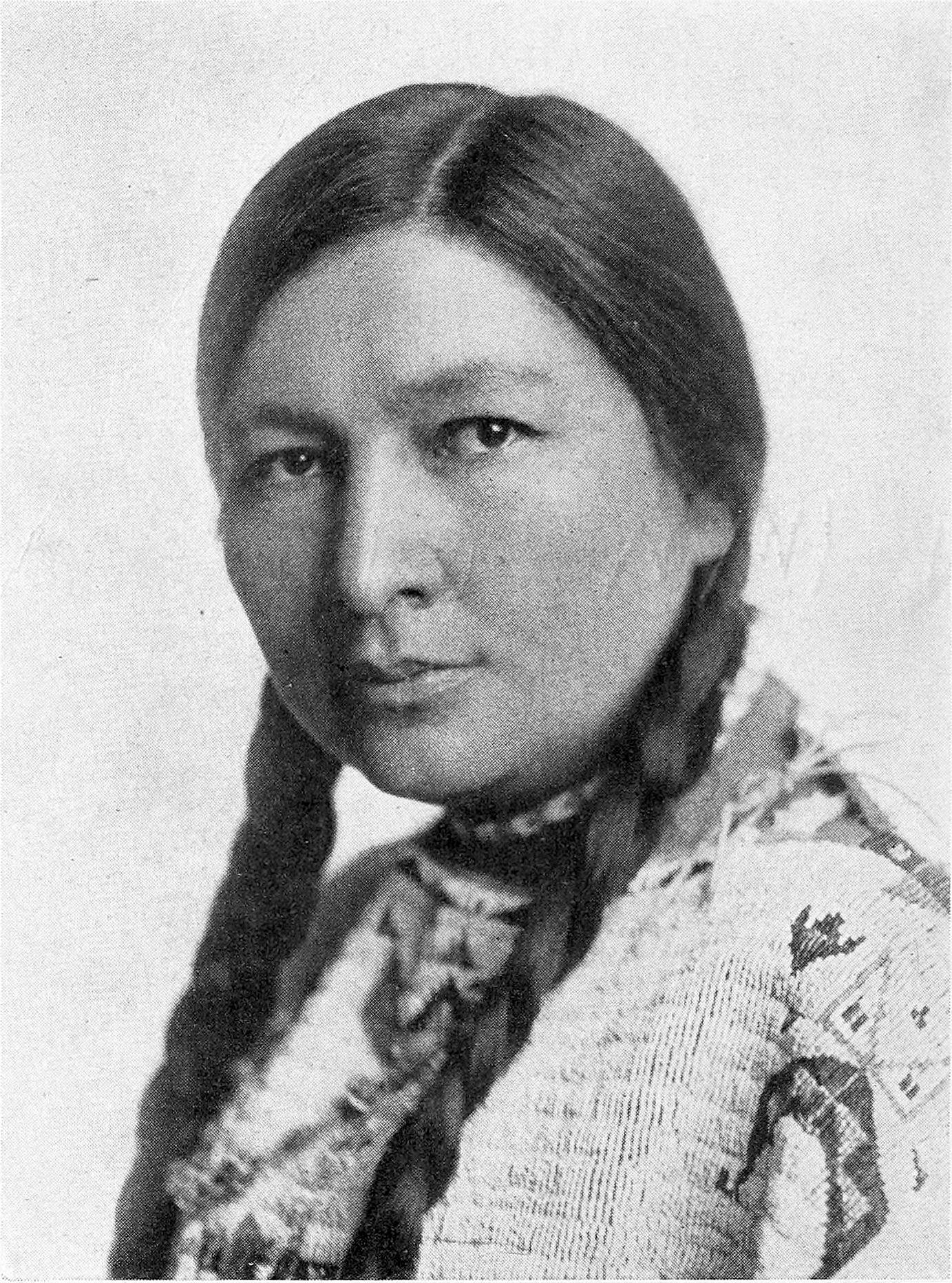
Zitkala-Sa, c. 1921

Enquanto os nativos americanos agora tinham cidadania, a discriminação permaneceu generalizada. Em alguns estados, seu direito de voto foi negado, uma situação que não mudou totalmente até o movimento pelos direitos civis da década de 1960. Em 1926, ela e o marido fundaram o Conselho Nacional dos Indígenas Americanos (em inglês: NCAI), dedicado à causa de unir as tribos de todos os Estados Unidos para obter direitos plenos de cidadania por meio do sufrágio. De 1926 até sua morte em 1938, Zitkala-Ša serviu como presidente, principal arrecadadora de fundos e porta-voz da NCAI. Seu trabalho inicial foi amplamente esquecido depois que a organização foi revivida em 1944 sob a liderança masculina.
Zitkala-Ša também foi ativa na década de 1920 no movimento pelos direitos das mulheres, juntando-se à Federação Geral de Clubes Femininos (em inglês: GFWC) em 1921. Esta organização de base se dedicava à diversidade de seus membros e a manter uma voz pública para as preocupações das mulheres. Através do GFWC ela criou o Indian Welfare Committee em 1924. Ela ajudou a iniciar uma investigação do governo sobre a exploração de nativos americanos em Oklahoma e as tentativas feitas para defraudar os direitos de perfuração e taxas de arrendamento de suas terras ricas em petróleo. Ela fez uma turnê de palestras por todo o país para a Federação Geral de Clubes Femininos, onde pediu a abolição do Bureau de Assuntos Indígenas.
Além de sua outra organização, Zitkala-Ša também realizou uma campanha de registro de eleitores entre os nativos americanos. Ela os encorajou a apoiar o Curtis Bill, que ela acreditava ser favorável aos indígenas. Embora o projeto de lei concedesse aos nativos americanos a cidadania americana, não concedia aos que viviam em reservas o direito de votar nas eleições locais e estaduais. Zitkala-Ša continuou a trabalhar pelos direitos civis e por um melhor acesso à saúde e educação para os nativos americanos até sua morte em 1938.

## Morte e legado
Zitkala-Ša morreu em 26 de janeiro de 1938, em Washington, DC, aos 61 anos. Ela está enterrada como Gertrude Simmons Bonnin no Cemitério Nacional de Arlington com seu marido Raymond. No final do século 20, a Universidade de Nebraska reeditou muitos de seus escritos sobre a cultura nativa americana.
Ela foi reconhecida pela nomeação de uma cratera venusiana "Bonnin" em sua homenagem. Em 1997, ela foi designada como homenageada do Mês da História Feminina pelo Projeto Nacional de História Feminina. Zitkala-Ša viveu parte de sua vida no bairro de Lyon Park, no condado de Arlington, Virgínia, perto de Washington, DC. Em 2020, um parque daquele bairro que antes levava o nome de Henry Clay foi renomeado em sua homenagem.
Em 2018, o Melodia Women's Choir da cidade de Nova Iorque realizou a estreia mundial de uma obra encomendada baseada na história de Zitkala-Ša, Red Bird de Cevanne Horrocks-Hopayian.
Chris Pappan ilustrou um Doodle do Google que incorporou arte contábil para uso nos Estados Unidos em 22 de fevereiro de 2021, para comemorar seu 145.º aniversário.
O legado de Zitkala-Ša continua vivo como um dos ativistas nativos americanos mais influentes do século XX. Ela deixou uma teoria influente da resistência indiana e um modelo crucial para a reforma. Por meio de seu ativismo, Zitkala-Ša conseguiu fazer mudanças cruciais na educação, na saúde e na posição legal dos nativos americanos e na preservação da cultura indígena.
Zitkala-Ša será uma homenageada no trimestre das mulheres americanas em 2024.

## Obras publicadas
- Old Indian Legends (em inglês). Lincoln: University of Nebraska Press, 1985.
- American Indian Stories (em inglês). Lincoln: University of Nebraska Press, 1985.
- Zitkála-Šá. "Why I Am a Pagan." Atlantic Monthly (em inglês), 1902.
- Zitkála-Šá, Fabens, Charles H. e Matthew K. Sniffen (em inglês). Oklahoma's Poor Rich Indians: An Orgy of Graft and Exploitation of the Five Civilized Tribes, Legalized Robbery (em inglês). Filadélfia: Escritório da Associação de Direitos Indígenas, 1924.
- Zitkála-Šá. Dreams and Thunder: Stories, Poems, and The Sun Dance Opera (em inglês). Editado por P. Jane Hafen. Lincoln: University of Nebraska Press, 2001.ISBN 0-8032-4918-7 .
- Zitkála-Šá: Letters, Speeches, and Unpublished Writings, 1898–1929 (em inglês). Editado por Tadeusz Lewandowski. Leiden, Boston: Brill Press, 2018.ISBN 978-90-04-34210-1

## Composição
- Hanson, William F. e Zitkala-Ša. The Sun Dance Opera (ópera romântica indiana americana, 1913, 1938). Fotocópia da partitura piano-vocal original, do microfilme (227 pp. ). Biblioteca da Universidade Brigham Young, Provo, Utah (em inglês).